# Bras (Var)
Bras é uma comuna francesa na região administrativa da Provença-Alpes-Costa Azul, no departamento de Var. Estende-se por uma área de 34,93 km². Em 2010 a comuna tinha 2 716 habitantes (densidade: 77,8 hab./km²).